# Johan Albrecht 1. af Mecklenburg
Johan Albrecht 1. af Mecklenburg (født 23. december 1525 i Güstrow, død 12. februar 1576 i Schwerin) var hertug af Mecklenburg fra 1547 til 1556 og i Mecklenburg-Schwerin fra 1556 til 1576. I 1549 fik Johan Albert 1. udvirket, at reformationen blev gennemført i Mecklenburg.

## Ægteskab
Han blev 24. februar 1555 gift med Anna Sophia af Preussen, datter af Albrecht af Preussen og Dorothea af Danmark. Parret fik 3 børn:
- Albert (1556–1561), hertug af Mecklenburg
- Johan VII (1558-1592), hertug af Mecklenburg-Schwerin fra 1576 til 1592
- Sigismund August, hertug af Mecklenburg (1560–1600)